# Owenia mirrawa
Owenia mirrawa är en ringmaskart som beskrevs av Ford och Anne D. Hutchings 2005. Owenia mirrawa ingår i släktet Owenia och familjen Oweniidae. Inga underarter finns listade i Catalogue of Life.